# Leiostomus xanthurus
Leiostomus xanthurus es una especie de pez de la familia Sciaenidae en el orden de los Perciformes.

## Morfología
• Los machos pueden llegar alcanzar los 36 cm de longitud total y 450 g de peso.

## Alimentación
Come principalmente gusanos, crustáceos pequeños y detritus orgánico.

## Depredadores
Es depredado por Sarda sarda y,en los Estados Unidos, por Pomatomus saltatrix , Cynoscion regalis ,Morone saxatilis ,Carcharhinus obscurus ,Odontaspis taurus ,Squatina dumerili ,Mustelus canis  y Carcharhinus plumbeus .

## Hábitat
Es un pez de clima subtropical (43°N-19°N) y demersal que vive hasta los 60 m de profundidad.

## Distribución geográfica
Se encuentra en el Océano Atlántico occidental: desde Massachusetts hasta el norte de México, salvo el sur de Florida.

## Observaciones
Es inofensivo para los humanos.